# Семілеро венесуельський
Семілеро венесуельський (Amaurospiza carrizalensis) — вид горобцеподібних птахів родини кардиналових (Cardinalidae).

## Поширення
Ендемік Венесуели. Поширений у долині річки Кароні на півночі країни. Мешкає у вологому тропічному лісі.

## Історія відкриття
Вид описаний з трьох зразків, зібраних у 2001 році на річковому острові Карісал. Острів був затоплений після будівництва греблі Токома, проте пізніше вид знайдений в інших місцях.

## Опис
Дрібний птах, завдовжки 12 см і вагою від 12 до 14 г. Самець темно-сланцево-блакитний, темніший на обличчі та нижній частині тіла. Верхня частина самиць світло-коричнева, а нижня — жовто-бура, на боках темніша.

## Спосіб життя
Живиться комахами і насінням.